# Divéky Lajos
Divéky Lajos (Elefánt, 1752. február 9. – Nagyszombat, 1778. április 16.) katolikus pap, nevelő.

## Élete
Divéky László (1721-1767) és Bartakovich Anna (1731-1783) fia. Papnövendék volt a nagyszombati teológiai intézetben (1771–1774.) később mint a báró Luzsénszky család nevelője tevékenykedett. Plébános volt Vitkócon.

## Munkái
- Panegyricus Divo Stephano regi, et apostolo Hungariae… Tyrnaviae, 1771.
- Panegyricus Divo Ignatio dictus… Uo. 1774.